# Helikon von Kyzikos
Helikon von Kyzikos war ein griechischer Mathematiker und Astronom des 4. Jahrhunderts v. Chr.
Er gehörte zu den Schülern des Eudoxos und des Isokrates und auch zum Kreis Platons. Er sagte die Sonnenfinsternis vom 12. Mai 361 v. Chr. korrekt voraus, wofür er von Dion von Syrakus mit einem Talent Silber belohnt worden sein soll. Mit Eudoxos arbeitete er am Problem der Würfelverdoppelung.
Im 13. Platon-Brief schreibt der Philosoph seinem Adressaten Dionysios II. von Syrakus, er sende ihm zusammen mit dem Brief auch Helikon von Kyzikos als Lehrer und Gesprächspartner. Allerdings gilt dieser Brief mit ziemlicher Sicherheit als unecht.
Der Mondkrater Helicon ist nach ihm benannt.